# بابا گوریو
بابا گوریو (به فرانسوی: Le Père Goriot) رمانی اثر انوره دو بالزاک نویسنده رئالیست فرانسوی است که در سال ۱۸۳۴ در مدت چهل روز نوشته شد و نخستین بار در مجله پاریس منتشر شد و در سال ۱۸۳۵ به صورت کتاب منتشر شد.
بابا گوریو داستان تلاقی سرنوشت انسان‌های گوناگون است که در قالب شخصیت‌های مثبت و منفی عناصر سازنده داستان را تشکیل می‌دهند. بالزاک در این کتاب روایت ماجرایی را پیش می‌برد که حول زندگی جوان شهرستانی ساده‌دلی (اوژن دو راستینیاک) است که به پاریس آمده و در پانسیونی (پانسیون ووکه) که محل اقامت افراد گوناگون و غریبی است اقامت می‌کند. داستان در پاریس بورژوایی قرن نوزدهم رخ می‌دهد. روایت بالزاک در تشریح فضای ویژه این پانسیون و شخصیت پردازی افراد مؤثر داستان خواننده را به میان ماجراها می‌برد.
کلود فارو عضو فرهنگستان فرانسه می‌گوید که این داستان را صد بار خوانده و در دفعه صدم همان هیجان مطالعه اول به او دست داده‌است. داستان بابا گوریو نه فقط بزرگ ترینِ رمان‌های دنیاست بلکه به عقیده کلود فارو شاهکار شاهکارهای ادبی جهان و به عقیده فیلیپ برتو شاهکار نبوغ انسانی است.
این کتاب توسط م. ا. به‌آذین، ادوارد ژوزف و مهدی سحابی به فارسی برگردانده شده‌است.

## پیشینه

### پیشینه تاریخی
این رمان روایتگر چندین اتفاق تاریخی است که نظم اجتماعی در فرانسه را در بازه ای کوتاه دگرگون کرده بود. انقلاب فرانسه که به جمهوری اول فرانسه انجامید، خیزش ناپلئون، سقوط و بازگشت خاندان بوربون. بابا گوریو در ژوئن ۱۸۱۹، ۴ سال پس از شکست ناپلئون در نبرد واترلو و در زمان بازگشت بوربونها آغاز می‌شود. کتاب تنشهای فزاینده بین آریستوکراتها که با لویی هجدهم بازگشته بودند و بورژواها را که محصول انقلاب صنعتی بودند را به‌خوبی به نمایش می‌گذارد. در آن سالها فرانسه شاهد نزدیک شدن طبقات اجتماعی و فقر طبقه پایین بود. طبق یک برآورد، حدود سه چهارم پاریسی‌ها کمتر از ۵۰۰–۶۰۰ فرانک در سال که برای حداقل استانداردهای زندگی لازم است، درآمد داشتند. چنین وضعیتی باعث می‌شد که انسانها از طبقه ای به طبقهٔ اجتماعی بالاتر وارد شوند، چیزی که در نظام قدیم اشرافی فرانسه امکان‌پذیر نبود. اشخاص با پیشینهٔ نه چندان اشرافی می‌توانستند به مراتب بالا از لحاظ اجتماعی برسند.

### پیشینه ادبی

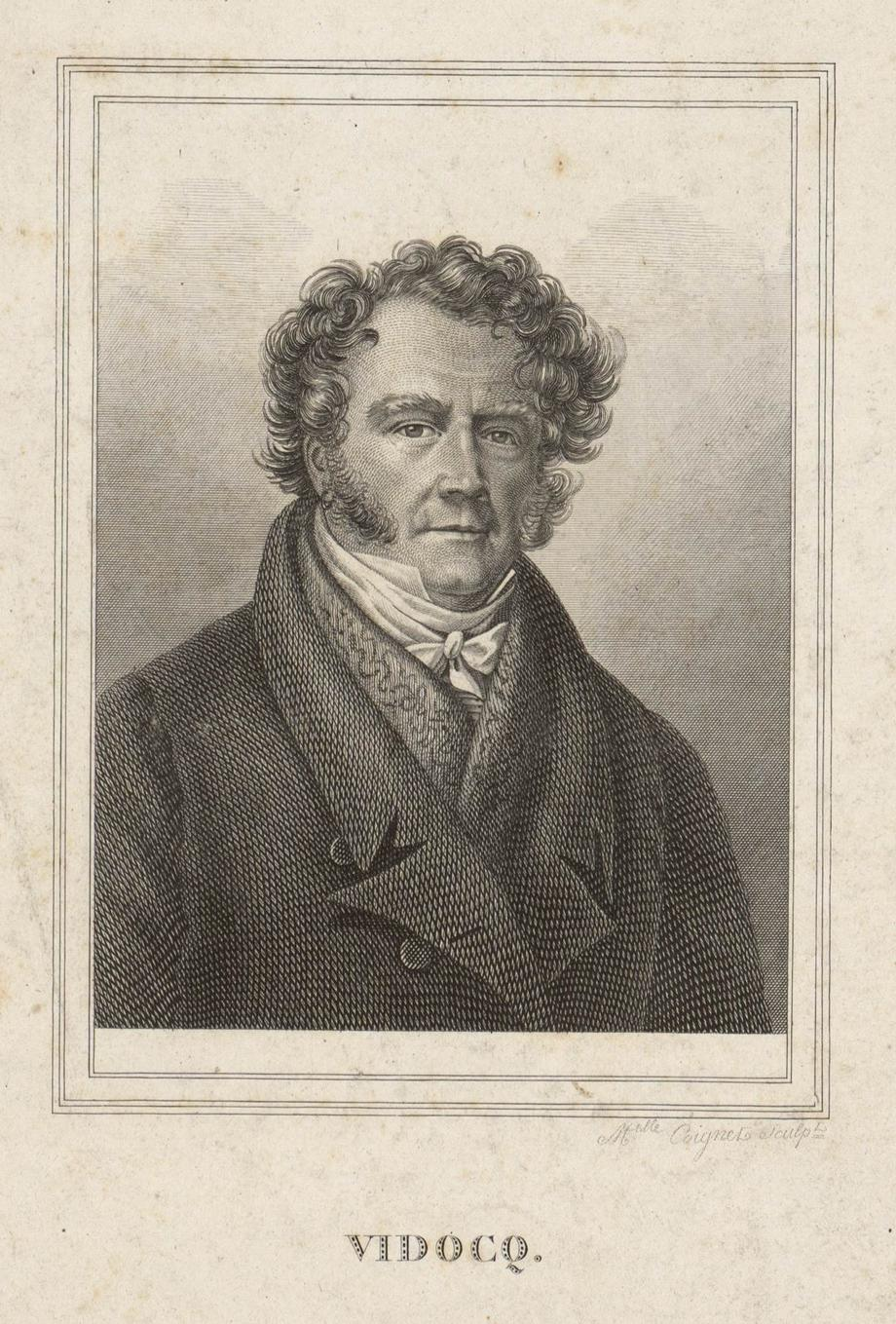
اوژن فرانسوا ویدوک، خلافکاری که شخصیت ووترن براساس او ساخته شده‌است.

وقتی که بالزاک در سال ۱۸۳۴ نوشتن کتاب بابا گوریو را آغاز کرد، چندین کتاب نوشته بود. در سال ۱۸۲۹ شوان‌ها را که اولین رمانی بود که با اسم خودش امضا کرده بود، و در ادامه لویی لامبرت (۱۸۳۲)، کلنل شابر (۱۸۳۲)، و چرم ساغری (۱۸۳۱) را چاپ کرده بود. در همین زمانها بود که بالزاک کارهای خود را در یک سری رمان که بنام کمدی انسانی و در بخشهایی که نمایانگر بخش‌های مختلف جامعه فرانسه در اوایل قرن ۱۹ بودند، قرار داد. 
یکی از این جنبه‌ها که خیلی برای بالزاک جالب بود، جرم و جنایت بود. در زمستان ۱۸۲۸–۱۸۲۹، یک کلاهبرداری که بعداً پلیس شده بود بنام اوژن فرانسوا ویدوک کتاب خاطراتی از ماجراهای سوءاستفاده خود چاپ کرد. بالزاک در آوریل ۱۸۳۴ با ویدوک دیدار کرد و از او برای شخصیت ووترن که در رمان آینده اش بود الهام گرفت.